# 보속증
보속증(保續症, Perseveration)이란 심리학, 정신의학, 언어병리학(speech-language pathology) 정의에 의하면, 어느 한 자극(stimulus)의 부재나 중단에도 불구하고 단어, 구절, 몸짓 등의 특정 반응을 반복하는 것을 말한다. 이는 뇌손상(brain injury)이나 기타 장기 장애(organic disorder)가 야기하기도 한다. 증상으로는 사회적 맥락에 따라 사고를 이동하거나 전환하는 능력의 부재가 있는데, 이는 더 이상 사회적으로 유관하거나 적절하지 않은 상황에서도 단어나 몸짓을 반복하는 형태를 보이거나, 그렇게 하는 활동이나 과업을 통해서도 보인다. 그리고 이는 고도로 기이한 행동을 반복하는 상동증(stereotypy)으로는 잘 설명되지 않는다.
보다 넓은 의미에서, 우세 반응(prepotent response)의 억제나 다른 행동으로 전환하는 두뇌 기능의 부전에서 발생하는 광범위한 무기능 행동(functionless behaviour)을 말할 때 사용되며, 사회적 맥락 등에서 상황 이전(set shifting)과 과업 전환(task switching)에 지장이 발생하는 것도 포함된다.
생물학과 임상심리학(clinical psychiatry)에서의 주요 정의로는 반응 반복(response repetition), 혹은 목표나 과업 혹은 활동 변환 등이 필요한 상황에서 장면 전환(set shifting)을 수행하는 능력의 부재를 말한다. 또한 보통 자극이 없거나 끝났음에도 단어나 몸짓 등의 행동이 계속 반복되는 것을 통해 그 유무가 입증된다.
임상심리학에서 보다 넓은 의미로는 양적으로는 과도하지 않지만 무기능(functionless)에 행동 폭이 좁은(narrow range of behaviours) 것이 명백한 정신적 혹은 신체적 행동들을 말한다.
어원에 있어 보속증(perseveration)은 '인내하다'라는 뜻의 동사 'persevere'에서 유래한 바, 이는 '결연하게 이어가다'는 뜻이다. 라틴어 동사 'perseverare'는 '지속하다'는 뜻이다. 명백한 의도를 고집하는 것은 'persevere'라 하지만, 이러한 의도가 사라지고 지속성(persistence)만 남게 되면, 'perseverate'라고 한다. 일반 영어에서 'perseveration'은 반드시 의학적 의미가 아니더라도 집요하거나(insistent) 장황한(redundant) 반복을 의미한다.

## 관련 증상과 발현
사고의 보속증(perseveration of thought)은 사고나 반응의 전환 능력의 부재를 가리킨다. 보속증의 예로, 대화 중 하나의 이슈에 대한 해결책에 대하여 완벽히 탐색되고 논의되었다면 무언가가 그 문제를 재조사하도록 촉진하는 것이 드물지 않는 경우이다. 이는 대화 중에 언제든 발생한다.
물리적 뇌손상이나 트라우마, 외상
- 외상성 뇌손상(traumatic brain injury)를 경험한 이들에게 흔하다.
- 전두엽 장애(frontal lobe lesion)의 한 특성이자,[6] 전두엽(frontal lobe) 내 기능부전(dysfunction) 혹은 조절부전(dysregulation)을 의미한다. 측면안와전두피질(lateral orbitofrontal cortex)이나 하위전전두엽궁륭부(inferior prefrontal convexity)(브로드만 영역Brodmann area 47/12)가 병에 걸렸을 때 특히 그러하다.[7]
- 또한 실어증(aphasia)의 한 증상으로 나타나기도 한다.

기타 신경학적 증상
- 보속증은 전두엽 증후군(frontal lobe syndrome)의 흔한 특성 중 하나일 뿐 아니라, 진행성핵상성마비(progressive supranuclear palsy), 피질기저핵 증후군(corticobasal syndrome), 만성 아세토게닌 중독(chronic acetogenin poisoning)과 같은 신경변성 질병(neurodegenerative disease)의 특성이기도 하다.[8]
- 보속증은 자폐 스펙트럼(autism spectrum) 환자에게서 보이는 강박적이고도 고도의 선별성을 갖는 흥미를 의미하기도 한다.
- 주의력결핍 과잉행동장애(attention deficit hyperactivity disorder, ADHD)에서 보속증이나 과집중(hyperfocus)은 흔하게 발생하는데[9] 장면전환(set shifting)이나 작업전환(task switching)의 한 장애로서 흔히 나타난다.[10][11][12]
- 두번 예외(twice exceptional) 즉 천재적인 지능을 가지면서도 학습장애(learning disability)가 있는 경우, 과집중과 몰입(flow) 상태는 보속증과 혼동될 수 있다.[9]
- 직접적인 증상과는 별개로, 강박장애(obsessive–compulsive disorder) 환자들은 장면전환이나 우세반응(prepotent response) 억제 등에 문제가 있을 수 있다.[13]

혼동 (비슷한 증상과 함께 나타나는 질환)
- 보속증은 많은 질환이나 장애에서 보이는 습관적 행동과 혼동될 수 있다. 이러한 예로는 강박장애, 외상후스트레스장애(post-traumatic stress disorder, PTSD), 신체이형장애(body dysmorphic disorder), 발모벽(trichotillomania), 각종 습관성 문제들(habit problems)이 있다.[14] 그러나 동물 실험에서 반복 행동이 동작이 아닌 인지의 문제일 때 나타날 수 있다. 예를 들어, 암페타민(amphetamine)이 저용량인 상태에서, 다른 동작 반응들이 선호를 유지하는 것이 필요될 때조차, 동물은 임의의 대상에 대한 선호를 유지하는 것에 있어 보속증과 같은 현상을 보이게 된다.[15]

미증명
- 일부 연구자들은 보속증과 기억 억제(memory inhibition) 결여(과거에 있었던 질문을 잊고 최근에 발갱한 주제로 가지 못하기 때문에 답변을 빈복함)를 연결지으려 하였다. 그러나 이러한 연결성은 발견할 수 없거나 작았다.[16][17]

## 같이 보기
- 과집중
- 심리적 경직성